# Montanha
Montanha là một đô thị thuộc bang Espírito Santo, Brasil. Đô thị này có diện tích 1099,027 km², dân số năm 2007 là 17803 người, mật độ 16,2 người/km².